# هنک، هلند
هنک (به هلندی: Hank) یک منطقهٔ مسکونی در هلند است که در ورکن‌دام واقع شده‌است. هنک ۳٬۷۰۰ نفر جمعیت دارد.